# نسيم مجدلاني
نسيم مجدلاني (1912 - 14 ديسمبر 1991)، هو وزير ونائب لبناني واحد مؤسسي الحزب التقدمي الاشتراكي سنة 1949م، و منظمة الغساسنة. ولد نسيم مخائيل مجدلاني في مزرعة بيروت سنة 1912م، درس في الليسة ثم اليسوعية لينال منها شهادة الحقوق، وبرز سياسيا بعد تأسيسه لحركة اصلاحية اطلاق عليها أسم الغساسنة، كانت ترافقها جريدة اسبوعية لنشر افكارها، ولكنها توقفت بعد الحرب العالمية الثانية، و في سنة 1949م ساهم بتأسيس الحزب التقدمي الاشتراكي، وترشح عن المقعد الأرثوذكسي في مزرعة بيروت سنة 1957 م، و 1960، و1954 ، و1968، وفاز بها جميعا كما تولى عدة حقائب وزارية، اهمها وزارة الخارجية والمغتربين، و وزارة العدل، و وزارة الاقتصاد الوطني، بالإضافة لمنصبه الشبه دائم في نيابة رئاسة مجلس الوزراء اللبناني، وقد وافته المنية سنة 1991 م.